# Инициализация
Инициализация (от англ. initialization, инициирование) — приведение цифрового устройства или его программы в состояние готовности к использованию. Обычно многостадийный процесс, который для сложной аппаратной системы или её компонента состоит из определения наличия самого компонента и его базовых свойств после подачи питания (например через опрос), установки начальных физических (рабочее напряжение, частоты) и логических (значения регистров) параметров работы, предоставление доступа к компоненту другим аппаратным составляющим системы. В случае некорректной инициализации компонент системы может быть не доступен для работы с ним. Так, после запуска персонального компьютера происходит инициализация компонентов, относящихся к системным ресурсам (процессор, память), инициализация клавиатуры, контроллеров носителей информации, графической подсистемы и др. 
Действие инициализации направлено извне по отношению к инициализируемому объекту (программе, устройству) и необходимо для определения параметров и правил работы с ним.
Инициализация GPS-приемника (также известная как конвергенция) - это процесс вычисления позиции до желаемого уровня точности. Когда положение приемника достигает полной точности, то оно считается полностью инициализированным. В более общем смысле, инициализация GPS-приемника заключается в его запуске и переходу в рабочий режим, т.е. готовности к приему радиосигналов от космического и наземного сегментов и выдачи информации о своем состоянии, определенных координатах, точности и т.п. на экран или внешний порт.

## Примеры
- Инициализация подсистемы печати для вывода на принтер. Перед печатью необходимо определить, на каком устройстве будет произведена печать и учесть особенности работы с ним (поддерживаемый формат печати, максимально возможное разрешение, возможность использования цвета и т. п.). Для этого устройство активируют (подача питания, управляющий сигнал), запрашивают возможные параметры работы или «сканируют» устройство для определения его возможностей, и значения этих параметров используют для первоначальной настройки подсистемы печати, чтоб она могла предложить пользователю варианты печати, соответствующие его оборудованию.

- Инициализация программы заключается в задании начальных значений или установке в нуль программных переменных (адресов, счетчиков, переключателей, указателей и т. п.) перед выполнением программы. Во многих языках программирования имеются средства определения начальных значений при первом описании переменной.
- Инициализация носителя информации (магнитный или твердотельный диск, флеш-накопитель, привод оптических дисков) состоит из подачи напряжения на устройство, выход на рабочие режимы (загрузка встроенной микропрограммы, раскрутка диска), представление системе, выбор протокола обмена информацией и т.п.

- Инициализация магнитного диска «винчестера» включает его форматирование и запись управляющей информации (метки тома, описателей дорожек и т. п.).